# Cécile Argiolas
Cécile Argiolas (ur. 6 lipca 1976 w Tuluzie) – francuska szablistka, wielokrotna medalistka mistrzostw świata.
Podczas mistrzostw świata w Seulu w 1999 roku Francuzki w składzie: Anne-Lise Touya, Cécile Argiolas, Ève Pouteil-Noble i Magali Carrier zdobyły drużynowo srebrny medal. W tej samej konkurencji zdobywała następnie brązowe medale na mistrzostwach świata w Budapeszcie (2000) i mistrzostwach świata w Nowym Jorku (2004) oraz złote na mistrzostwach świata w Turynie (2006) i mistrzostwach świata w Petersburgu (2007). W rywalizacji indywidualnej zdobyła brązowy medal na mistrzostwach świata w Lizbonie (2002), plasując się za Chinką Tan Xue i reprezentującą Azerbejdżan Jeleną Żemajewą.
Wystartowała na igrzyskach olimpijskich w Atenach w 2004 roku, zajmując trzynaste miejsce w turnieju indywidualnym. Był to jej jedyny start olimpijski.
Zdobyła srebro w szabli indywidualnej na mistrzostwach Europy w Bolzano w 1999 roku. Na rozgrywanych rok później mistrzostwach Europy w Funchal była druga w zawodach drużynowych. W 2002 roku zwyciężyła indywidualnie na mistrzostwach Europy w Moskwie, a w 2003 roku była druga drużynowo na mistrzostwach Europy w Bourges. Drużynowo zdobyła również brąz na mistrzostwach Europy w Izmirze (2006) i złoto na mistrzostwach Europy w Gandawie (2007).